# Mathieu Smaïli
Pas d'image ? Cliquez ici

a Compétitions nationales et continentales officielles uniquement.

b Matchs officiels uniquement.
Dernière mise à jour le 27 décembre 2023.
Mathieu Smaïli, né le 30 août 1999 à Hyères, est un joueur français de rugby à XV jouant au poste de centre, demi d'ouverture ou arrière au sein du RC Toulon en Top 14.

## Biographie
Mathieu Smaïli a commencé le rugby vers l'âge de 5 ans au Racing Club hyérois.
Ayant découvert le rugby professionnel dès 2018 à Toulon, il connaît ses premières titularisations au centre en 2019, aux côtés de joueurs comme Julian Savea ou Josua Tuisova.
En novembre 2022, il est appelé avec les Barbarians français, dans un groupe de 23 joueurs, pour affronter les Fidji au Stade Pierre-Mauroy.

## Palmarès

### En club
- Avec le RC Toulon
  - Champion de France espoirs en 2019
  - Finaliste du Challenge européen en 2022

### En équipe nationale
- Vainqueur du Championnat du monde junior en 2019 avec l'équipe de France des moins de 20 ans.